# Ribera de la Algaida
La Ribera de la Algaida o Salinas de San Rafael es un humedal costero situado en Roquetas de Mar, en la provincia de Almería, en España.

## Descripción
Se trata de un humedal conocido también como Las Salinas de Roquetas o Los Bajos. Se encuentra a nivel del mar y pertenece a la cuenta hidrográfica del Sur. La superficie de la cubeta es de 73,87 ha. Se trata de un humedal representativo por ser el hábitat de especies amenazadas y es de gran valor por su interés geomorfológico y cultural. Se sitúa entre las poblaciones de Aguadulce y Roquetas de Mar.

## Hidrología
Se desarrolla una charca de carácter semipermanente por la taponación de la salida al mar de la rambla de la Culebra. Además cuenta con otras dos charcas salobres temporales, que reciben aportes de agua por infiltraciones marinas y por agua de lluvia con una media de precipitaciones anuales de 300 mm y un clima semiárido. La atraviesa también la rambla del Pastor que recoge agua durante los episodios de lluvias torrenciales.

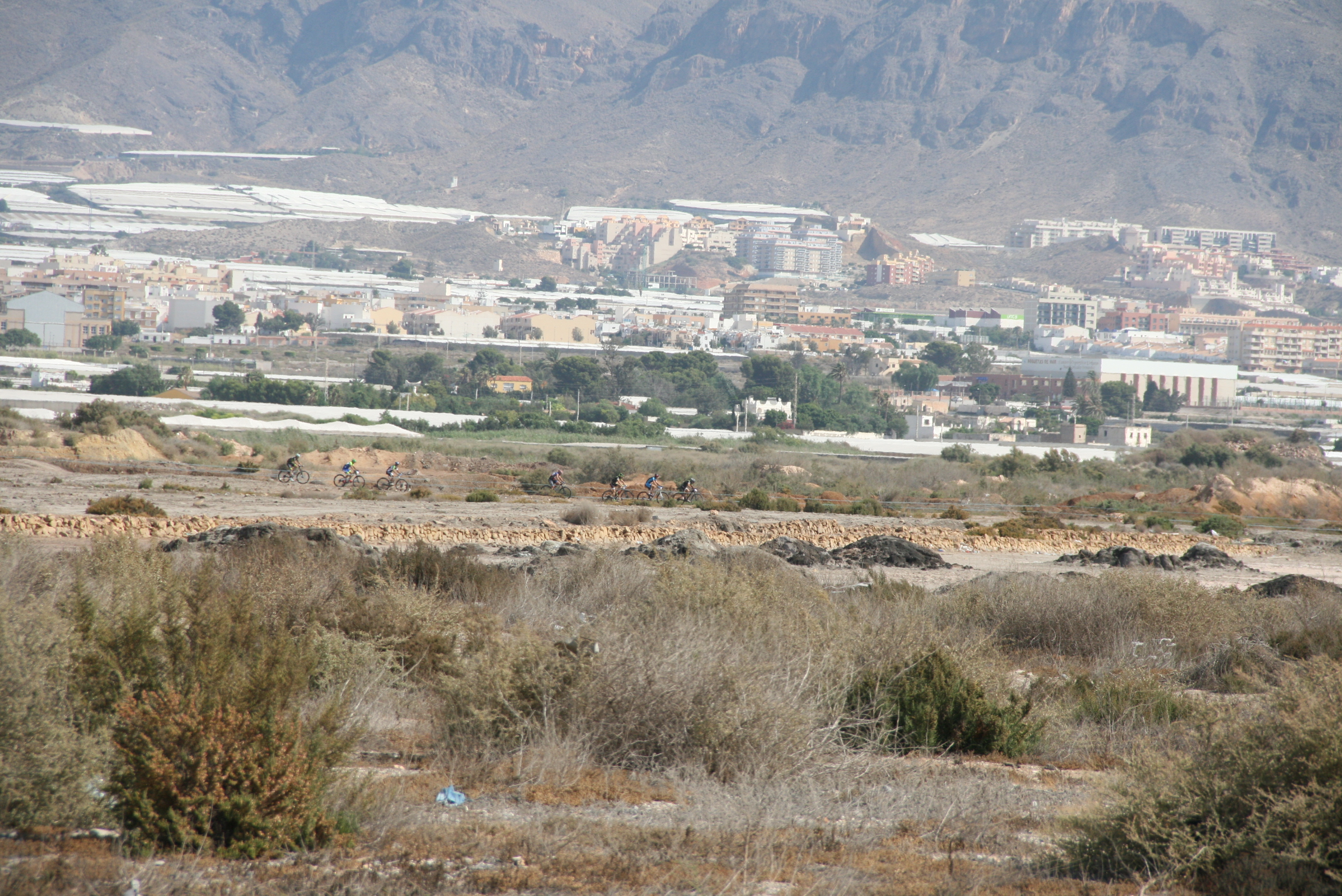
Presión urbanística y vertido de escombros.

## Geomorfología
Se puede diferenciar la playa de la albufera colmatada, donde se forman suelos como solonchaks takiricos y solonchaks gleicos, con alta concentración de sales solubles. 

## Fauna
Se han observado aves y otros vertebrados recogidos en el Listado de Especies Silvestres en Régimen de Protección Especial (LESPE). 
Las aves en peligro de extinción que nidifican, invernan o están presentes en los pasos migratorios sonː cerceta pardilla que es el ave acuática más amenazada de Europa, garcilla cangrejera, escribano palustre.
Se realizan periódicamente anillamientos científicos y labores de divulgación sobre la importancia de las aves que nidifican en la Ribera de la Algaida.

## Flora
Destaca la presencia la mayor población de Almería de jopo de lobo, planta Vulnerable en el Catálogo Andaluz de Flora y Fauna Amenazada.
- Saladares costerosː Arthocnemum macrostachyum, Sarcocornia perennis, Salicornia spp, Suaeda sp, Salsola sp, Atriplex sp
- Zonas de inundación temporal y permanenteː tarayales, carrizos y eneas
- Playaː perejil de mar, margarita playera, jopo de lobo.

## Cultura
Destaca el yacimiento arqueológico de ribera de la algaida, o Turaniana.
Anexo al humedal de la Ribera de la Algaida se encuentran las últimas salinas de lo que fueron las Salinas de San Rafael, exponentes del patrimonio industrial de Roquetas de Mar. Estuvieron en funcionamiento desde 1905 a los años 80 del siglo XX. Se conserva una charca, compuertas y canales de unas instalaciones que llegaron a contar con infraestructuras que atravesaban el término municipal y que está en la lista roja del patrimonio español.

## Figuras de protección ambiental
Cuenta con los siguientes Hábitats de Interés Comunitario de Andalucía (HIC) catalogados por la Red de Información Ambiental de Andalucía. Son los hábitats costeros y vegetaciones halofíticas, por dunas marítimas y continentales y matorrales esclerófilos.
Está catalogada en el Inventario de Humedales de Andalucía con el código 1HA611010.

## Conservación
Se encuentra afectado por la presión turística y urbanística y de usos recreativos por el acceso incontrolado de vehículos y personas. Se observan vertidos de escombros, vertidos agrícolas, roturación de tierras y un circuito de motocross no autorizado. Su régimen hidrológico está alterado por el drenaje y relleno de charcas intencionado y la albufera colmatada y además se ve afectado por construcciones agrícolas e infraestructuras viarias. 
En la actualidad los tratamientos con mosquitos se realizan con insecticidas biológicos gracias a la colaboración entre la asociación SERBAL y el Ayuntamiento de Roquetas de Mar.